# Äänekoski
Äänekoski (Finsk: [ˈÆːnekˌkoski]) er en by og kommune i landskabet Keski-Suomi i Finland.
Byen har en befolkning på 18.576 (31. december 2020) og dækker et areal på 1.138,39 km² hvoraf 253,84 er vand. Befolkningstætheden er 21 indb./km².
Nabokommunerne er Kannonkoski, Konnevesi, Laukaa, Saarijärvi, Uurainen, Vesanto og Viitasaari .
Kommunen er finsksproget .
Kommunen Äänekosken maalaiskunta og byen Äänekoski blev lagt sammen i 1969 og Konginkangas kommune lagt til i 1993. Kommunerne Sumiainen og Suolahti blev lagt ind under Äänekoski i 2007.

## Natur
Der er i alt 170 søer i Äänekoski. De største søer er Keitele, Kuhnamo og Niinivesi.

## Galleri
- Falu, rød bjælkebygning i Äänekoski
- En papirmassefabrik i Äänekoski.
- Sø og en bro i nærheden af Äänekoski centrum.
- Et lokomotiv af Äänekoski-Suolahti smalsporede jernbane .
- Lystbådehavn i Äänekoski.
- Et godstog, der afgår fra en papirmassefabrik i Äänekoski.
- Konginkangas Kirke.
- Kapeenkoski sluse ved Keitele – Päijänne-kanalen.
- En fisker, der fanger en lille gedde ved Kiimasjärvi-søen.
- Solnedgang ved Lake Keitele .
- Sumiainen Kirke.
- Suolahti kirke.
- Hietama kirke.
- Äänekoski kirke.
- Suolahti Havn.